# 科索沃人民运动
科索沃人民运动是科索沃的一个已不存在的左翼民族主义政党。该党成立于1982年5月15日，由南斯拉夫争取阿尔巴尼亚社会主义共和国运动（该党又是由南斯拉夫阿尔巴尼亚族马列主义共产党与科索沃和其他阿尔巴尼亚人地区民族解放运动合并而成）和科索沃马列主义组织（成立于1970年，原名科索沃革命团体）合并而成。该党的目标是为争取全南斯拉夫的阿尔巴尼亚人的权利而斗争，并推动科索沃与阿尔巴尼亚统一为一个新国家。该党的成员和支持者主要是籍贯为南斯拉夫、居住在瑞士和德国的阿尔巴尼亚族侨民。
该党的成立得到了当时的阿尔巴尼亚最高领导人恩维尔·霍查的支持。为了从阿尔巴尼亚社会主义人民共和国获得支持，该党成立之初很自然地采纳了马克思列宁主义作为指导思想。但在1990年代初阿尔巴尼亚劳动党政权垮台后，该党放弃了马列主义意识形态。
该党成立后，在科索沃及整个欧洲活动，宣传科索沃脱离南斯拉夫的主张。该党的很多成员及支持者被南斯拉夫当局投入监狱，甚至被暗杀。在1989年12月易卜拉欣·鲁戈瓦创建科索沃民主联盟以前，该党一直都是科索沃阿尔巴尼亚人反对南斯拉夫统治的公认代表。
1990年代后期，该党创立了一支武装，后来成为科索沃解放军的核心。
在科索沃战争后的1999年5月14日，该党的多数成员参与创建了科索沃民主进步党（次年更名为科索沃民主党），作为科索沃解放军的政治代表。该党的另一些成员则转而加入科索沃社会党、争取科索沃解放民族运动和自决运动等政党。该党的一个派别反对以上政治变化，继续坚持以“科索沃人民运动”的名义活动。
2013年7月23日，该党最终并入自决运动。